# دنبال تو می‌گردم
 ابحث عنک نام یکی از آلبوم‌های کاظم الساهر، خواننده، شاعر و آهنگساز عراقی است. این آلبوم که مشتمل بر ۹ آهنگ می‌باشد در سال ۲۰۰۱ میلادی و توسط شرکت عربستانی روتانا منتشر شد.

## آهنگ‌ها
- «ابحث عنك» - ۵:۱۸
- «الزمان» - ۳:۳۹
- «اللي يريد الحلو» - ۳:۱۴
- «الليله احساسي غريب» - ۶:۰۲
- «سالتها» - ۵:۳۴
- «شكرا» - ۶:۱۶
- «كل عام وانت حبيبتي» - ۴:۴۸
- «مال واحتجب» - ۵:۱۸
- «مو ضحكتك» - ۴:۴۴